# Cerkiew św. Jana Chrzciciela w Odrzechowej
Cerkiew św. Jana Chrzciciela w Odrzechowej – dawna parafialna cerkiew greckokatolicka, wzniesiona w 1813 w Odrzechowej.
Cerkiew była do 1947 kościołem greckokatolickim. Po wysiedleniach ludności łemkowskiej została przejęta przez kościół rzymskokatolicki. W latach 1945–1958 użytkowana jako kościół filialny parafii w Głębokiem. Od 1958 pełni funkcję kościoła parafialnego parafii św. Jana Chrzciciela w Odrzechowej.
Świątynię wraz z dzwonnicą, cmentarzem przykościelnym i ogrodzeniem wpisano w 1970 do rejestru zabytków.

## Historia obiektu
Cerkiew powstała w 1813, przypuszczalnie według projektu rządowego, w stylu zwanym józefińskim, z niewielką wieżą nad wejściem do nawy. Jej fundatorem był ówczesny właściciel dóbr Ignacy Urbański. W 1898 w trakcie prac remontowych wykonano nowy dach pokryty blachą, a obiekt odmalowano. W 1944 cerkiew została poważnie uszkodzona w czasie działań wojennych. Remontowana w latach 1955, 1959, 1973 i 2020.

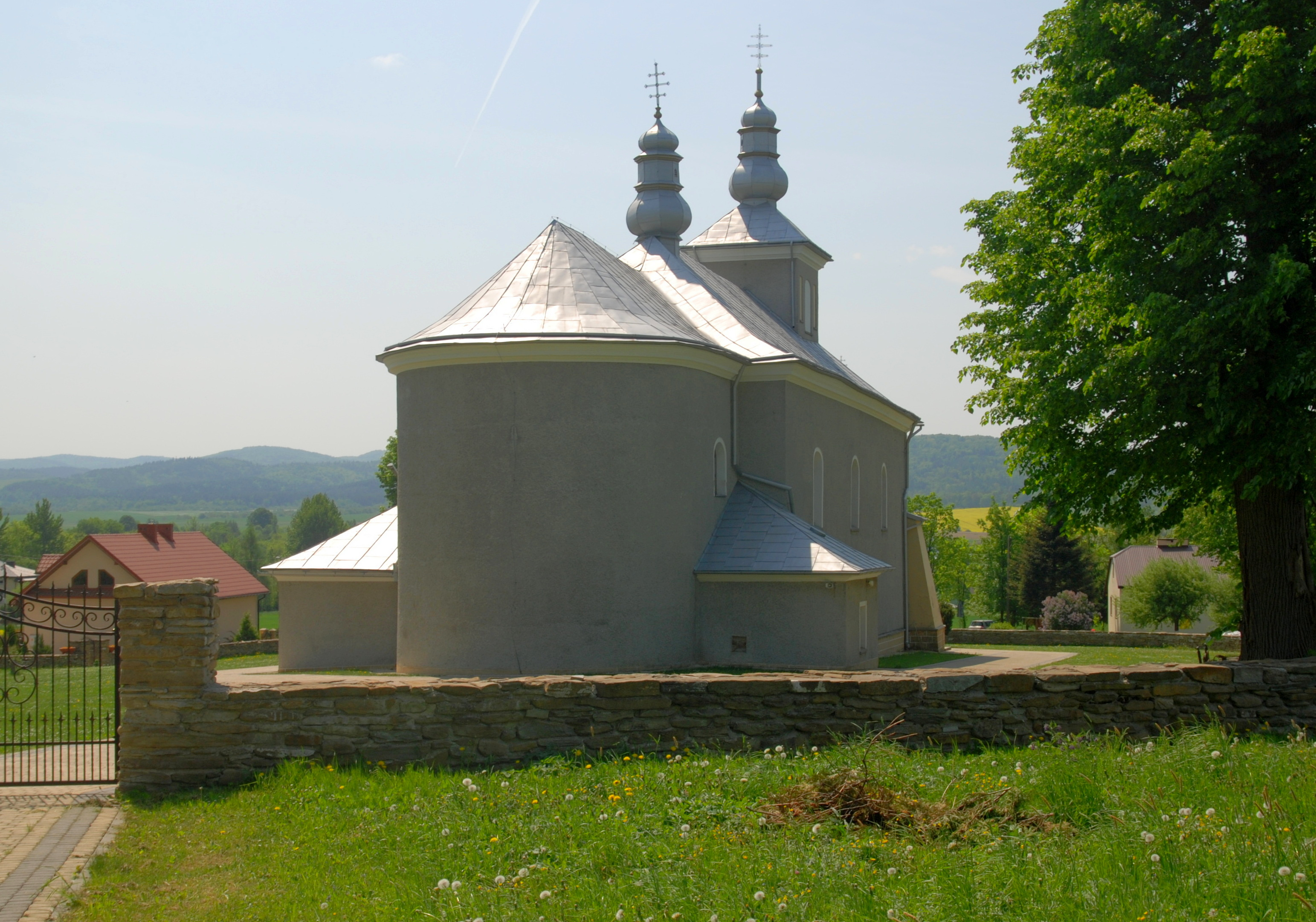
Widok od prezbiterium
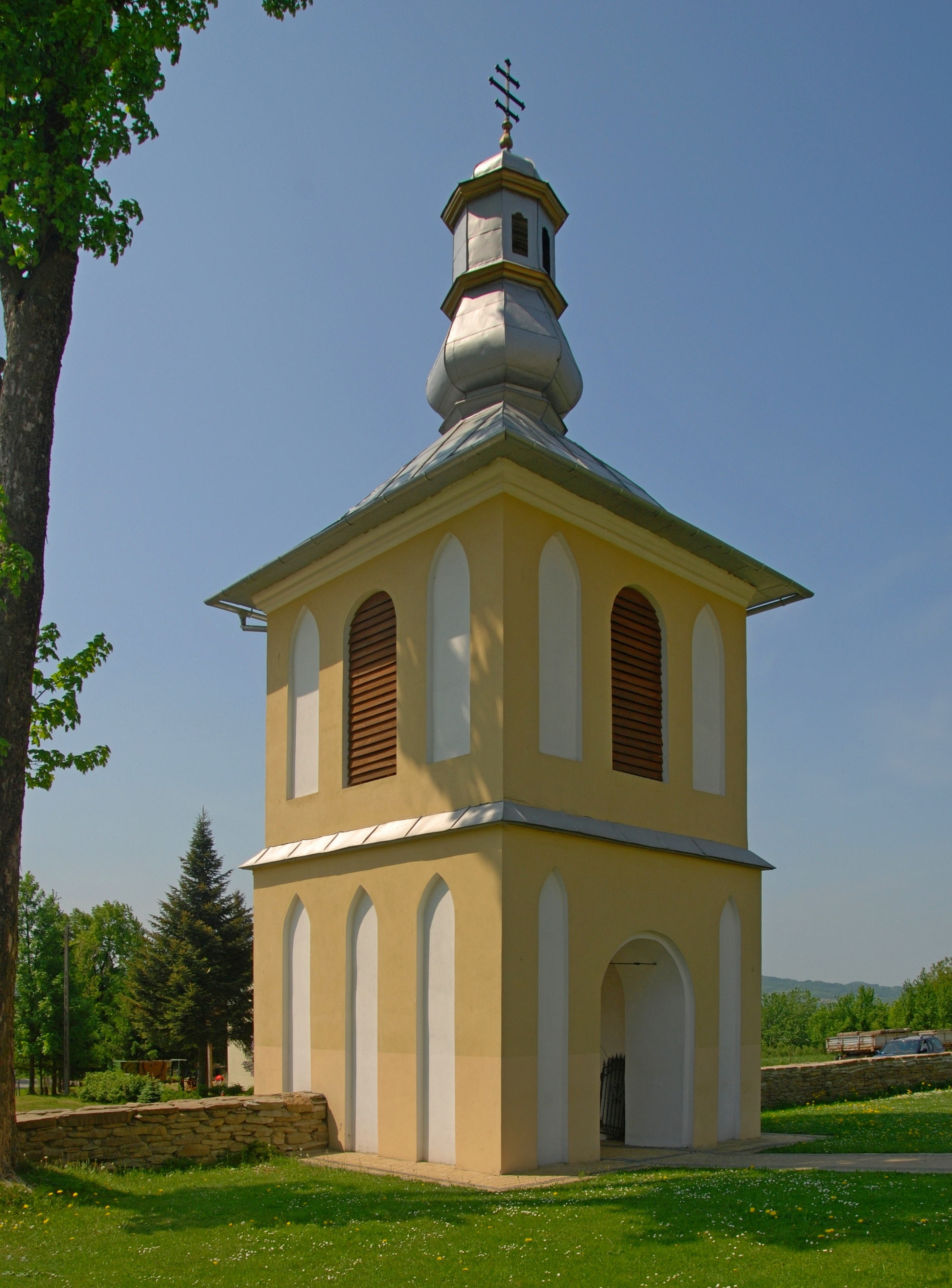
Dzwonnica
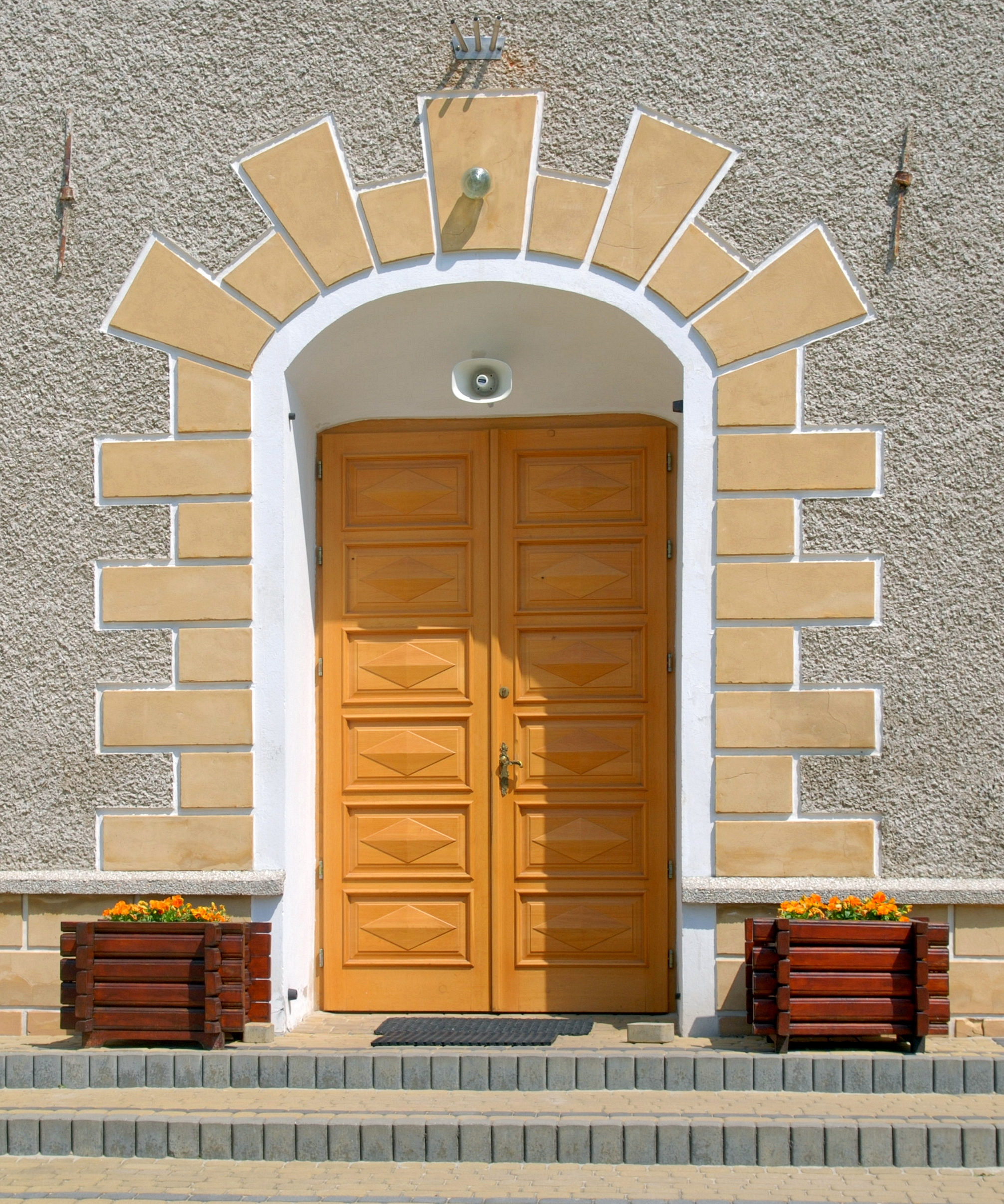
Drzwi główne

## Architektura i wyposażenie
Cerkiew murowana, jednoprzestrzenna, otynkowana. Prezbiterium zwrócone na północ, zamknięte półkolistą absydą. Przy nim od zachodu zakrystia. Szersza prostokątna nawa, z niewyodrębnionym zewnątrz babińcem od południa przechodząca w kruchtę. W prezbiterium ściany rozczłonkowane pilastrami, w nawie filarami przyściennymi o wgłębionych narożnikach. Chór muzyczny w wieży otwarty trzema arkadami do nawy. 
Wewnątrz ikonostas malowany w 1870 oraz późnobarokowy ołtarz główny.  
W cerkwi znajduje się tablica poświęcona beatyfikowanemu przez Jana Pawła II w 2001 błogosławionemu Kościoła greckokatolickiego Iwanowi Ziatykowi, urodzonemu w Odrzechowej.
W 2020 powróciło do cerkwi kilka ikon przechowywanych na strychu, a także fragmenty wrót carskich i diakońskich oraz bogato zdobione tabernakulum. Odtworzono też dawny mur cerkiewny z rzecznych kamieni.

## Otoczenie świątyni
Obok świątyni znajduje się murowana z kamienia rzecznego dzwonnica parawanowa zbudowana prawdopodobnie w 1850. Cerkiew otacza murek z kamienia łamanego. W granicach ogrodzenia istnieje stary przycerkiewny cmentarz. Są tam położone m.in.: grobowiec rodziny Władysława Morawskiego, a także nagrobki oficerów Władysława Gniewosza i Władysława Kozubowskiego.
Obok dzwonnicy znajduje się pomnik upamiętniający 570 żołnierzy poległych w I wojnie światowej.  

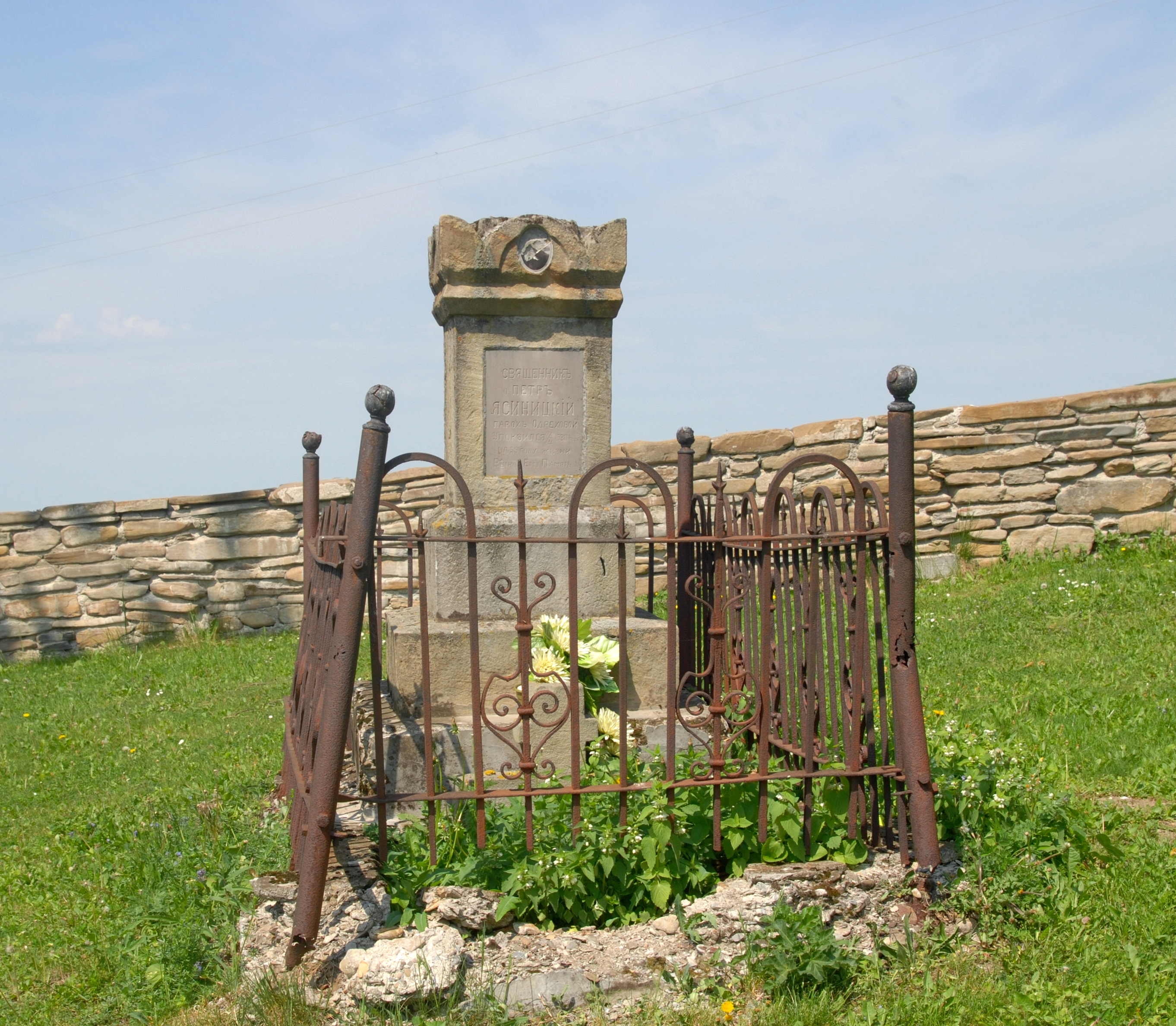
Nagrobek na cmentarzu przycerkiewnym
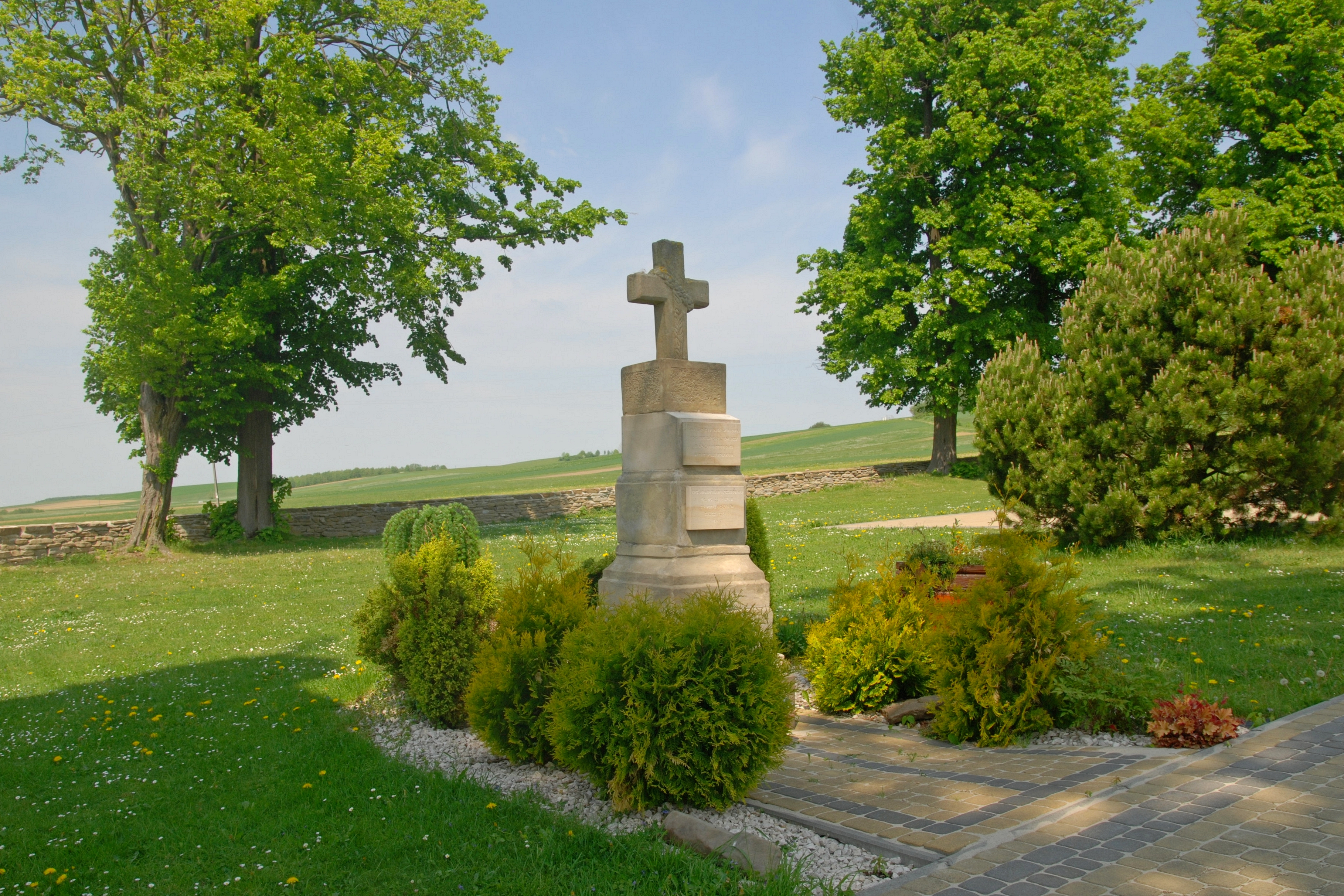
Pomnik I wojny światowej przed cerkwą
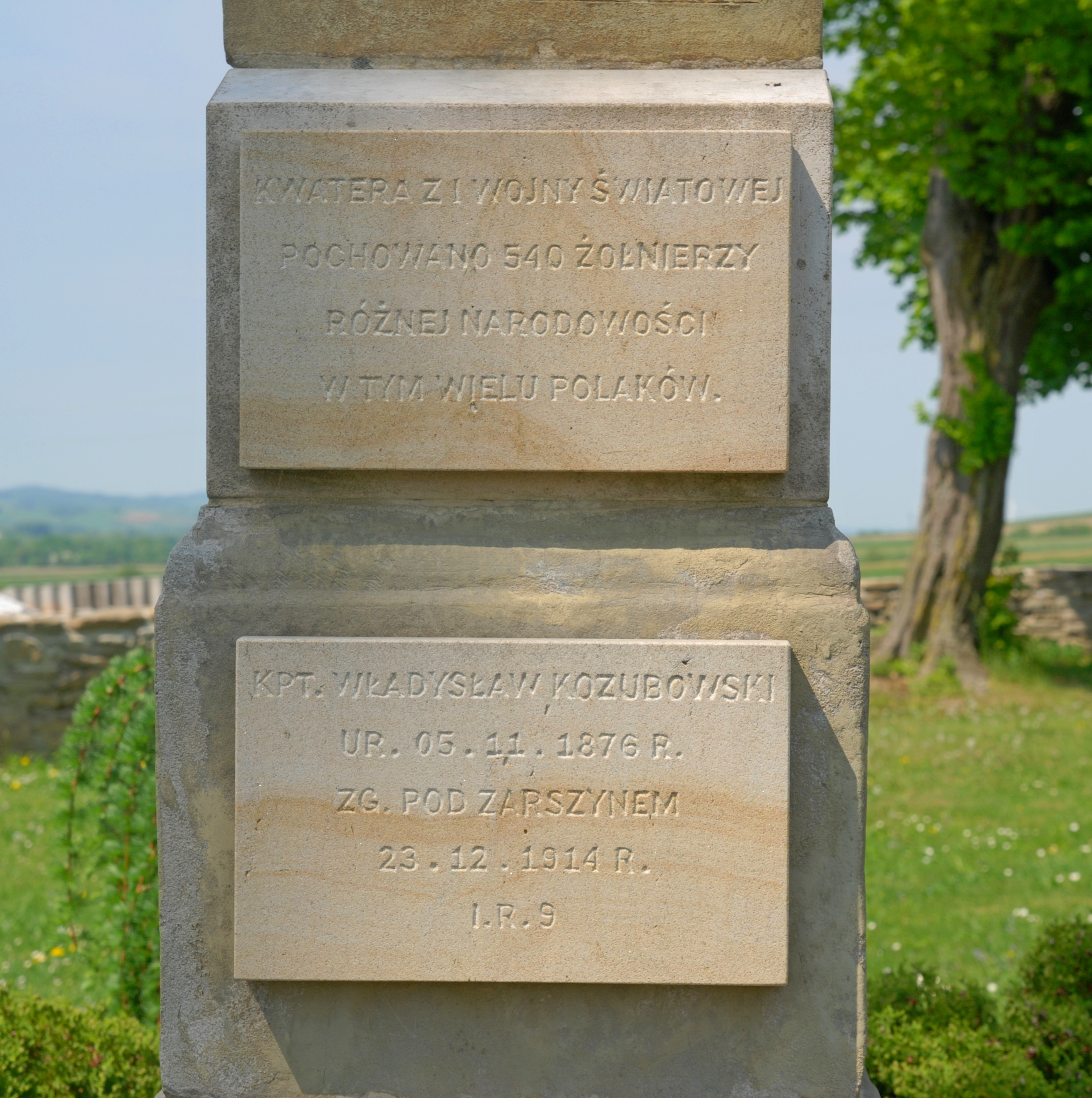
Tablica na pomniku